# Borek Mielęcki
Borek Mielęcki is een plaats in het Poolse district  Kępiński, woiwodschap Groot-Polen. De plaats maakt deel uit van de gemeente Kępno en telt 200 inwoners.